# Too Far to Care
Too Far to CareはアメリカのカントリーソンググループOld 97'sが1997年に発表したアルバムである。日本盤は発売されていない。

## 収録曲
1. Timebomb (3:08)
2. Barrier Reef (3:49)
3. Broadway (3:22)
4. Salome (4:07)
5. W. TX Teardrops (3:05)
6. Melt Show (3:07)
7. Streets Of Where I'm From (3:15)
8. Big Brown Eyes (4:23)
9. Just Like California (2:33)
10. Curtain Calls (4:18)
11. Niteclub (3:49)
12. House That Used To Be (4:08)
13. Four Leaf Clover (3:20)

## メンバー
- ケン・ベティア(Ken Bethea)－ギター
- マリー・ハモンド(Murry Hammond)－ベース、ヴォーカル
- レット・ミラー(Rhett Miller)－ギター・ヴォーカル
- フィリップ・ピープルス(Philip Peeples)－ドラムス、パーカッション

### 参加ミュージシャン
- エグゼーヌ・サーヴェンコーヴァ(Exene Cervenkova)－"Four Leaf Clover"のヴォーカル
- ワリー・ゲーゲル(WAlly Gagel)－ピアノ、メロトロン、パーカッション
- ジョン・ローハウス(jon Rauhouse)－ペダルスティール、バンジョー